# 신카미역
신카미역(일본어: 新加美駅, しんかみえき 신카미에키[*])은 일본 오사카부 오사카시 히라노구에 위치한 서일본 여객철도의 역이다. 간사이 본선 가미역과는 다소 거리가 떨어져 있다.

## 역 구조
상대식 승강장으로 2면 2선의 고가역이며 최대 8량 편성까지 수용할 수 있다. 곡선 구조로 되어 있는 역으로 열차가 커브 안쪽으로 크게 기울어져 승강장과 사이가 다소 벌어진다. 지붕은 6량 길이 정도이다. 지상에 개찰구가 있어 승강장과는 엘리베이터 2기, 에스컬레이터는 각 승강장별로 2기 (총 4기)가 운행되고 있다. 서일본 여객철도 교통 서비스의 위탁 영업을 받으며 무인 운용 시간대에는 규호지역의 역무원과 인터폰으로 연락하여 도움을 받을 수 있으며, 모든 기기는 규호지역에서 원격 제어한다.

### 승강장
| 1 | ■ 오사카히가시 선 | 하나텐 방면 |
| 2 | ■ 오사카히가시 선 | 규호지 방면 |

## 역사
- 2008년 3월 15일: 오사카히가시 선 하나텐 이남 구간 개통에 따라 개업.

## 인접정차역
| 서일본 여객철도 오사카히가시 선 | 서일본 여객철도 오사카히가시 선 | 서일본 여객철도 오사카히가시 선 |
| ------------------------------- | ------------------------------- | ------------------------------- |
| 기즈리카미키타 하나텐 방면      | ■ 오사카히가시 선 보통          | 규호지 방면                     |